# Édouard-Joseph Bernardi de Valernes
Édouard-Joseph Bernardi, vicomte de  Valernes, né le 15 octobre 1762 à Monieux et mort dans cette commune le 31 juillet 1842, est un juriste et un compositeur français.  Il est le fils de Pierre-Joseph, et de Marie-Anne (alias Louise-Françoise) de Ravel des Crottes. Il épouse en premières noces Pauline de Péruzzi (alias Perussis) de la ville de Carpentras, puis Rosalie Bertrand.

## Biographie
Édouard-Joseph Bernardi de Valernes fut reçu le 19 juillet 1782 conseiller au Parlement de Provence, en la charge de Louis de Villeneuve d'Ansouis. 
Il est parent de l'homme politique Joseph Elzéar Dominique Bernardi, également né à Monieux en 1751.